# Rockin' Park

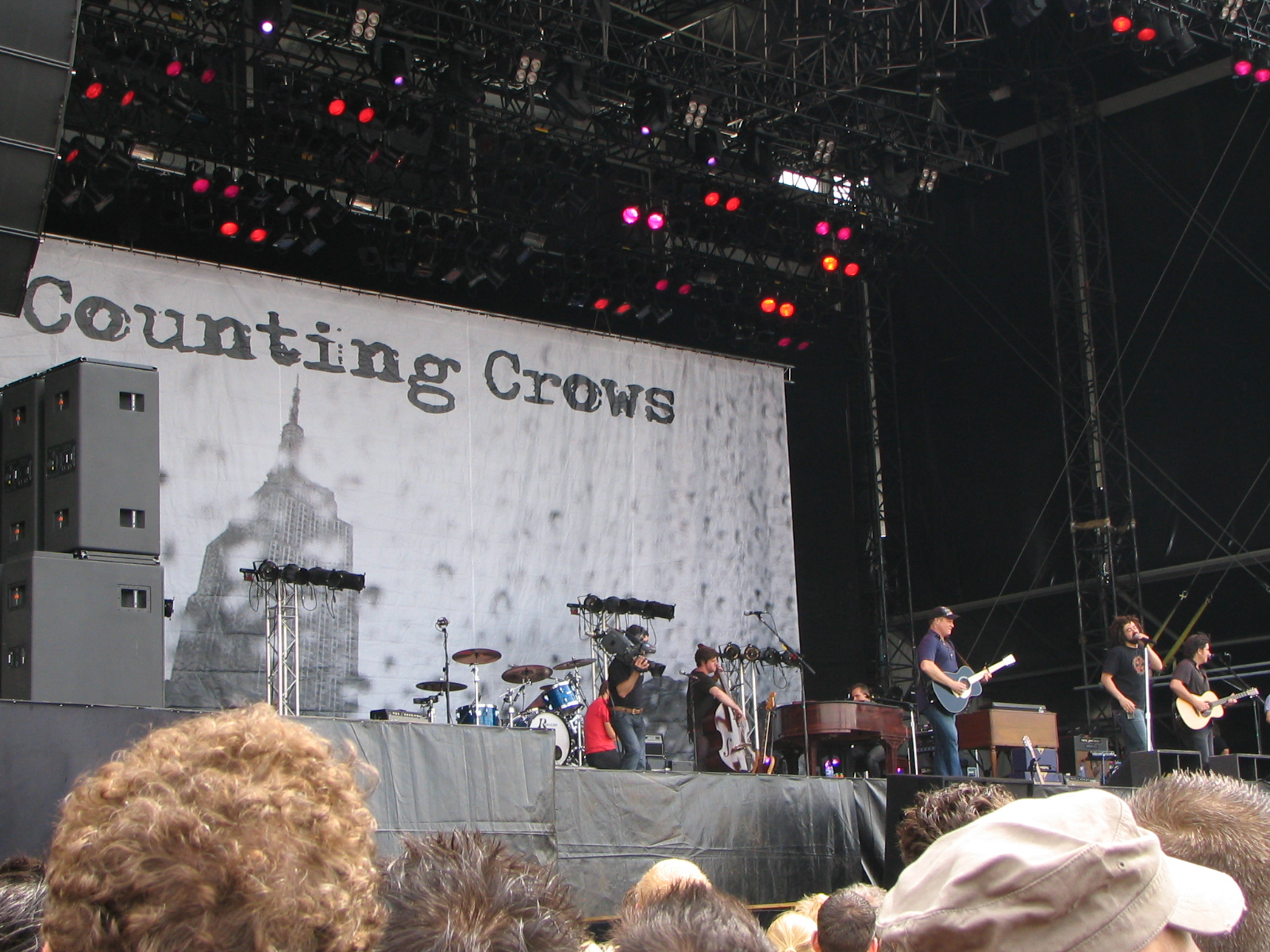
Counting Crows op Rockin' Park 2008.

Rockin' Park was een eendaags popfestival dat op 26 juni 2005 voor het eerst werd gehouden in het Goffertpark in Nijmegen, ter ere van het 2000-jarig bestaan van die stad. Het wordt georganiseerd door Mojo Concerts. Ongeveer 35 000 mensen bezochten de eerste editie van het festival.
Op 28 juni 2008 vond de tweede editie van Rockin' Park plaats, opnieuw in het Goffertpark in Nijmegen. Deze editie trok zo'n 30 000 bezoekers en werd deels rechtstreeks uitgezonden door radiozender 3FM.
De derde editie van Rockin' Park vond plaats op 27 juni 2010. Het belangrijkste optreden was dit keer de Amerikaanse grungeband Pearl Jam. Hier waren circa 35.000 bezoekers. Editie vier vond plaats op 30 juni 2012 met als hoofdact Snow Patrol. Deze editie kampte met een tegenvallende kaartverkoop. Sindsdien is er geen editie meer geweest, omdat de organisatie liever een meerdaags festival wilde organiseren. Dit werd uiteindelijk Down The Rabbit Hole.

## Programma 2005
- Main stage 1
  - Racoon
  - Simple Plan
  - Jamie Cullum
  - Lenny Kravitz

- Main Stage 2
  - Krezip
  - Queens of the Stone Age
  - Keane
  - R.E.M.

- Tent Stage
  - Eagles of Death Metal
  - Ozark Henry
  - The Tears
  - Interpol
  - Nine Inch Nails

- Nieuwe Revu Stage
  - Coolpolitics
  - Feeder
  - The Departure
  - Admiral Freebee
  - Gabriel Rios

## Programma 2008
- Main stage
  - Mêlée
  - Starsailor
  - Counting Crows
  - Live
  - Anouk
  - Lenny Kravitz

- Stage 2
  - Justin Nozuka
  - Xavier Rudd
  - Gabriel Rios
  - Ben Folds
  - Racoon (verving Beth Hart die moest afzeggen ivm. stemproblemen)

## Programma 2010
- Podium A
  - Pearl Jam
  - Ben Harper and Relentless 7
  - Amy Macdonald
  - White Lies
  - Arid
  - Black Bottle Riot

- Podium B
  - Vampire Weekend
  - Stereophonics
  - Rise Against
  - The Black Keys
  - Customs

## Programma 2012
- Main Stage
  - Snow Patrol
  - Elbow
  - dEUS
  - Flogging Molly
  - De Staat
  - Rams Pocket Radio

- Second Stage
  - Selah Sue
  - The Temper Trap
  - Fink
  - M. Ward
  - The Dirty Denims (verving Here We Go Magic)